# Тихая ночь (фильм, 1937)
«Тихая ночь» (англ. Silent Night), также известен как «Рождественский трейлер MGM» (англ. MGM Christmas Trailer) — американский чёрно-белый короткометражный фильм, снятый на студии MGM в 1937 году. Представляет собой трейлер, демонстрировавшийся в большинстве кинотеатров США во время недели перед рождеством 1937 года. Главную роль исполнила Джуди Гарленд.

## Сюжет
Под колокольный звон на экране появляется рождественская открытка с изображением трёх колокольчиков. Через некоторое время кадр сменяется планом небольшой часовни во время снегопада. Затем демонстрируется крупный план раскачивающихся колоколов. После этого наступает центральная сцена фильма — часовня показана изнутри, на переднем плане стоит Джуди Гарленд, на заднем — хор мальчиков епископальной церкви святого Луки. Джуди поёт один куплет из знаменитого рождественского гимна «Silent Night» под аккомпанемент хора и церковного органа. После завершения исполнения песни на экране на несколько секунд вновь возникает план заснеженной часовни и фильм завершается.

## История создания
Об истории фильма известно очень мало, ни в одном из доступных источников не упоминается его режиссёр и прочие создатели, а титры отсутствуют. По одной версии, съёмки проходили с 6 по 8 ноября, по другой — с 6 по 9 ноября 1937 года. Руководитель хора Уильям Рипли Дорр вспоминал:

[Джуди] сказала мне, что пела в церковном хоре, когда была ещё совсем маленькой, и очень любит церковную музыку.
Оригинальный текст (англ.)[Judy] told me she had sung in a church choir since she was very small and loved church music.

## В ролях
- Джуди Гарленд — в роли самой себя
- Хор мальчиков епископальной церкви святого Луки[5] — в роли самих себя

## Музыка
«Silent Night» (1818, музыка — Франц Грубер, слова — Йозеф Мор) — знаменитый немецкий рождественский гимн «Stille Nacht, Heilige Nacht» в английском переводе Джона Ф. Янга. Оригинальный немецкий текст содержит шесть куплетов, в классическом английском переводе их четыре. Гарленд исполняет только первый куплет песни:

Silent night, holy night,
all is calm, all is bright
round yon virgin
mother and child.
Holy infant, so tender and mild,
sleep in heavenly peace,

sleep in heavenly peace. 
Запись песни проходила в то же время, что и съёмки фильма. Версия Гарленд звучала на радио в 1939 году в программе «Семья судьи Харди» (англ. Judge Hardy's Family) и в 1940 году в программе «Leo Is On The Air», после чего была издана на пластинке «MGM Reporter Special Air Trailer for Christmas 1940». На CD песня впервые была выпущена в 1995 году в составе четырёхдискового сборника «The Judy Garland & Mickey Rooney Collection»

«O Come, All ye Faithful» (оригинальное название лат. «Adeste Fideles», впервые опубликована в 1751 году, авторство приписывается Джону Фрэнсису Уэйду, английский перевод выполнен в 1841 году Фредериком Окли) — мелодия песни исполняется колоколами в начале фильма.

## Цветная версия
В конце 90-х годов американская фирма «Folgers Coffee» колоризировала сцену с участием Джуди Гарленд и использовала её для своей рекламы, демонстрировавшейся по телевидению в праздничные дни. После песни на фоне раскрашенных кадров заснеженной часовни появляется надпись «Season’s Greetings from Folgers Coffee».

## Релиз на видео
Фильм был издан в 1994 году на LD в составе сборника «Judy Garland — The Golden Years at M-G-M». На DVD появился в 2005 году в качестве бонуса к изданию фильма 1938 года «Рождественский гимн».